# Lunar Embassy
Lunar Embassy je společnost kolem Dennise Hopea, která podle práva státu Kalifornie vlastní a po celém světě prostřednictvím licencovaných ambasád nabízí k prodeji pozemky nejen na Měsíci, ale i na ostatních tělesech Sluneční soustavy.

## Historie
Dennis Hope využil zákona v USA, podle kterého každý může libovolný pozemek prohlásit za vlastní, když podá veřejnou žádost vývěskou nebo zasláním výzvy. Dennis Hope v USA v roce 1980 uplatnil nárok na celý povrch Měsíce u US Office of Claim Registries (obdoba katastrálního úřadu) v San Francisku a poté, co mu bylo vlastnictví potvrzeno a vydány příslušné listiny, se Dennis Hope prohlásil za jediného vlastníka celého měsíčního povrchu. Mezinárodní Pakt o Měsíci a jiných nebeských tělesech z roku 1967 sice stanoví, že si povrch mimozemských kosmických těles nemohou jednotlivé státy přivlastnit, avšak neomezuje nároky soukromých fyzických a právnických osob a nezakazuje státům, aby taková práva soukromých osob uznávaly a registrovaly. Dennis Hope oznámil své vlastnictví vládám USA, Sovětského svazu a OSN, ale nedostal žádnou odpověď. Na radu právníků ještě tři roky počkal a pak začal prodávat pozemky na Měsíci a ostatních planetách Sluneční soustavy. Pozemky prodal již 3,5 miliónům lidí, z toho osmi tisícům[kdy?] občanů České republiky.
Dohoda o činnosti států na Měsíci a jiných nebeských tělesech z roku 1979, jejíž článek 11 odstavec 3 nově zakázal i přivlastnění si kosmických prostor i fyzickou nebo právnickou osobou a měl obecně vyloučit využívání přírodních zdrojů na Měsíci i jakékoliv nároky soukromých fyzických a právnických osob, podpořilo při hlasování jen 6 zemí ze 185. Vstoupila v platnost roku 1984, podle článku blogera Gabzdyla z roku 2005 ji podepsalo 9 států, z nichž žádný se neúčastní kosmického výzkumu.
Registrací vlastnictví u úřadů USA však podle Gabzdyla nejsou jiné státy vázány a Hope podle Gabzdyla nesplňoval některé podmínky, které Homestead Act, o nějž Hope údajně své nároky opíral, vyžaduje. Gabzdyl rovněž dovozuje, že USA registrací převedly na Hopea nějaká svá údajná práva, která neměly, a nikoliv že jen registrovaly práva Hopea.